# 五垒岛湾
五垒岛湾，亦作五壘島，是中國山東省威海市文登區的一個小海灣，當地設有五壘島灣濕地公園。